# パフ先生

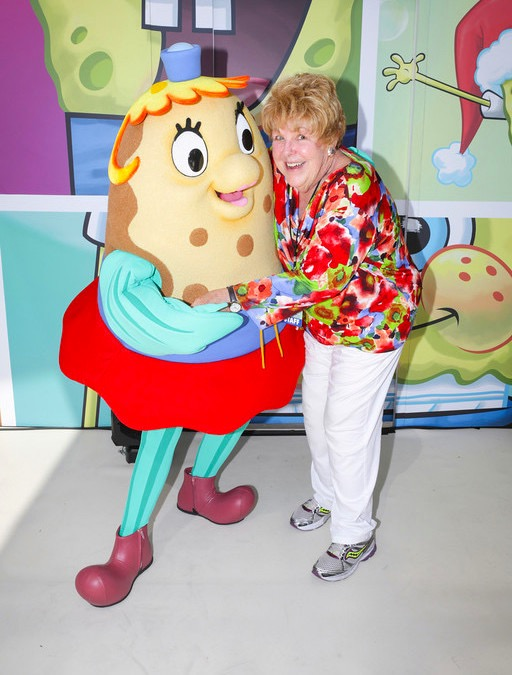
パフ先生とメアリー・ジョー・キャトレット（ユニバーサル・スタジオ・ハリウッドにて）

パフ先生（Mrs. Puff）は、ステファン・ヒーレンバーグによるアメリカ合衆国のアニメ作品『スポンジ・ボブ』に登場するスポンジ・ボブの教師。
アニメ「シーズン1」では『フグ先生』という名前だったので、スポンジ・ボブからも その名で呼ばれていたが、「シーズン2」から『パフ先生』に改名された。
声優はメアリー・ジョー・キャトレットであり、吹き替えは谷育子（シーズン1 - 8）と高橋里枝（シーズン9以来）。

## 役割
スポンジ・ボブが通うボート学校を所有するフグ（特にハリセンボン）。熱心に指導しているにもかかわらず、スポンジ・ボブにボートの運転方法を教えることにことごとく失敗している。彼は彼女の最も熱心な学生であり、口頭試験のすべての質問に対する答えを知っているが、彼がコースの運転部分をとる度にパニックになる。彼はしばしば車を衝突させ、その過程でビキニタウンを破壊する。怖がっているとき、スポンジ・ボブが破壊したときなどに、フグの防御機構として車のエアバッグが展開するように膨張する。
主ギャグは「広範な犯罪歴」。スポンジ・ボブの「乱暴な運転結果」、自身は「彼の行動に責任を負うため」、定期的に刑務所に入れられる。
『木の逆襲』においては、パフ先生は、過去に「シェルシティ」で犯罪を犯して、ビキニタウンへ「逃亡」して来た事が、正式に判明した。「逃亡して来た本当の理由」は、今まで誰にも話した事が無い事も判明した。しかし、サンディが「ビキニタウン初の『植樹祭』」を開催するために、「海中でも育つ『特別な どんぐり』」により生まれて動けるようになった「おしゃべり出来る木」にだけ、「本当の理由」を話した。しかし、その木が「ボートカー」を暴走運転した事により、怒ったパフ先生は、「木」を捨ててしまう。しかし、「パフ先生に捨てられた事」と、「免許証をくれなかった事」に腹を立てた「木」が、公衆電話で「警察署」に通報して、パフ先生の「犯罪」を全て電話で話してしまい、パフ先生は、大急ぎでパトカーから隠れて やり過ごす。そのため、警察の事を かなり恐れている。なお、パフ先生が「シェルシティ」で起こした犯罪については、何の犯罪なのかは 明かされていないので不明。
過去ではパフさんという名前の別のフグと結婚したが、人間に捕らえられてノベルティランプに変えられる。以来、カーニと共にロマンチックな関係を始め、多くのデートをした。なお、『カーニさんの花嫁』では、なぜか普通に「カーニ」と「キャッシーナ」の結婚式の「参列者」として参列しており、2人の仲を 普通に祝福しており、「ブーケトス」では、体を大きく膨らませながら 受け取ろうとするが、失敗して 悲しそうな表情をしていた。
基本的には 1人暮らしだが、『お腹ペコペコ！』では、自分の家の庭で、見た目が「落花生」に似ていて、体の大きさが「焼いも」くらい大きなサイズの「イモムシ」を、数匹 飼っていた事が判明して、寝ている時は、本当に外見が 落花生にしか見えないので、それを「落花生」と勘違いした 「カーニ」が、成長期で腹ペコの娘の「パール」のために、勝手に盗もうとした時に、目を覚まして、カタツムリのように 2つの目玉を出しながら、カーニに 液体を吐いて攻撃していた。騒ぎに気付いて 目を覚ました パフ先生は、怒って カーニを「盗っ人」呼びして、「バール（鈍器）」を投げつけた。 パフ先生は、イモムシ達を「アタシの可愛い子たち」と呼んで、とても可愛がっており、イモムシ達も、パフ先生に なついていた。なお、このイモムシ達の名前は、種族も 含めて、全く明かされていないので不明。
『パフ先生がジャガイモに？！』では、かつては「伝説の 女暴走族」の「パフ・ザ・タフ」だった事が判明して、引退した今でも、「現役の暴走族5人組」から、サインを 頼まれる程の 有名人だと明かされた。
『スポンジ・ボブはタフガイ？』でも、「パフ・ザ・タフ」として登場して、「現役の頃」の服装と モヒカンを着けながら、ワイルドな性格で「海底マッチョクラブ」に来店して、このクラブのメンバーにして、常連客だという事が判明して、現在でも、その名を聴くだけで 彼女の事を恐れてしまうメンバーも数名いた。しかし、ここで「スポンジ・ボブ」が 一時的に働いていたと知ると、「いつもと変わらない性格」に戻ってしまい、叫びながら逃げ帰ってしまった。
なお、パフ先生は『灯台のルイ』でも、ウォークマンを着けて「ロックミュージック」を聴きながら「ギターの演奏をする真似」をしながら ノリノリにダンスを踊りながら大声で唄っていたので、「ワイルドな性格」は、この時には 既に健在だった。この『灯台のルイ』にて、「ロックミュージック」が好きな事が判明して、スポンジ・ボブの事や、他の事で 溜まったストレスを、思い切り大声で唄って 解消している事が判明した。
また、この『灯台のルイ』では、教習所にある「灯台」が、「20年間」も1度も掃除されずに、「物置小屋」として使われていて、そのせいで 「ガラクタが貯まりすぎてしまった」 という事も判明して、スポンジ・ボブに頼んで 片付けをしてもらった事もある。掃除と片付けが大好きなスポンジ・ボブが、喜んで片付けをしてくれた。
仲良しの友人関係者は、「サンディ」と「カレン」（『女子会バンザイ！』）と、「パール」（『伝説のギャル友』）がおり、とても仲が良く、お茶会をしたり、旅行に行く事もある。『伝説のギャル友』では、4人での「ギャル友仲間」として、仲良くしていた。なお、この『伝説のギャル友』では、かつては同じく「ギャル友」仲間同士だった、イルカの女性の「フリバティ・ジベット」がいたが、サンディ と カレンと共に「喧嘩別れ」してしまった。しかし、再会した際に、フリバティは、「自分は もう怒っていない」と、既に「ギャル友仲間達」を許していたのだが、その話を聴く前には、パフ先生達は 誤解したまま 逃げ帰ってしまったので、まだ仲直り できていない模様。
『劇場版1作目』では、エサバケツ亭で、プランクトンが レシピを盗む事に成功して作られた「カーニバーガー」を食べていた。しかし、カーニバーガーの「無料のオマケ」で もらえる「バケツ帽子」（※実は「洗脳マシン入り」）のせいで、洗脳されてしまい、「プランクトン バンザイ!」と、他の客達と共に言わされて、プランクトンの「奴隷」として働かされてしまい、更には「プランクトン タウン」を造る為にも働かされてしまう。